# Verdun pri Uršnih selih
Verdun pri Uršnih selih – wieś w Słowenii, w gminie Dolenjske Toplice. W 2018 roku liczyła 62 mieszkańców.